# みつはしちかこ
みつはし ちかこ（女性、1941年1月30日 - ）は、日本の漫画家。本名青木 千禾子。代表作は『小さな恋のものがたり』『ハーイあっこです』など。

## 人物・経歴
茨城県石岡市生まれで、1歳の時から東京都中野区で育つ。1947年に中野区立鷺宮小学校に入学、1953年に中野区立第八中学校に入学。
1956年に東京都立武蔵丘高等学校に入学、美術部に所属したが、2年生の時に放送劇部に転部し、脚本の執筆などの活動を行った。同部における活動は、サリーのモデルとなる男子生徒と出会うなど、後の『小さな恋のものがたり』の原点となる。1959年に同校卒業後、皆川正インダストリアルデザイナーに1960年2月より入所。その後1961年4月よりヨーコーアニメーションに転職。同社倒産後は、日本アニメーションなどに勤務。
日本アニメーション在籍中に小学生の頃から抱いていた漫画家になる夢がふくらみ、作品を執筆し始める。1959年12月に「イエスのカリタス修道女会」の新聞に「めいこちゃん」を連載後の1962年、代表作となる『小さな恋のものがたり』を『美しい十代』（学研）に連載開始。この間、学研を始めとした幾つかの雑誌に漫画を掲載。最初の単行本は幻余次郎との共著である『マンガ虎の巻』となった。その後1967年11月に『小さな恋のものがたり』の単行本を発売、1970年以降は毎年5月に新刊を刊行し、40集を超えるロングセラーとなっている（現在は不定期で2022年に最新46集を刊行）。1972年に日本テレビ系で実写ドラマ化（岡崎友紀主演）、1984年にはTBS系でアニメ化もされた他、1960年代後期から1970年代後期にかけて、幾つかの少女向け月刊雑誌に連載漫画や、エッセイを連載していた。
また、1980年から朝日新聞日曜版に連載された『ハーイあっこです』は『小さな恋のものがたり』と並ぶ代表作で、姑をモデルにした明るく朗らかな主婦とその家族の日常を描いた作品として、20年以上にわたる長期連載となり、1984年にフジテレビ系で実写ドラマ化（三田寛子主演）、1988年から1992年にかけてテレビ朝日系でアニメ化もされた。同時期である1982年からは、雑誌「Cobalt」にエッセイを掲載、1990年代まで連載が続いている。
その後、1999年7月から2008年3月にかけて、スーパーマーケット「サミット」の折込チラシに『アララさん』を連載。後に講談社から単行本化されている。
1977年、『小さな恋のものがたり』で日本漫画家協会賞優秀賞を受賞。2015年、手塚治虫文化賞特別賞、日本漫画家協会賞文部科学大臣賞を受賞。
2013年の時点では町田市の玉川学園に在住。その縁で、2006年よりみつはしのイラストがラッピングされたコミュニティバス（玉ちゃんバス）が玉川学園地区内で運行されている。この他にも1998年には伊予銀行に描いたイラストの掲載、2008年には赤い羽根のボランティアコミック『アクションガイド』Vol.6に漫画を掲載が行われた。

## 作品リスト

### 漫画
| タイトル                   | 掲載誌                           | 発表期間                    | 単行本                                                               | 備考                                                              |
| -------------------------- | -------------------------------- | --------------------------- | -------------------------------------------------------------------- | ----------------------------------------------------------------- |
| 小さな恋のものがたり       | 美しい十代、ほか                 | 1962年6月〜2022年           | 1〜46集、学研／のち文庫化                                            |                                                                   |
| 無題                       | 光文社「マイホーム」             | 1963年2月～3月              |                                                                      | 。                                                                |
| リトル・タイラント         | 大和証券冊子「ゴールド・プラン」 | 1963年6月～10月             |                                                                      |                                                                   |
| つめたいつめたい少女の日記 | 美しい十代                       | 1964年                      |                                                                      | 読切                                                              |
| アッコと先生               | 美しい十代                       | 1964年～1965年              |                                                                      |                                                                   |
| おしきり君                 | 平凡                             | 1964年11月号                |                                                                      | 読切                                                              |
| 気のいい彼                 | 女性明星                         | 1965年11月号                |                                                                      | 読切                                                              |
| アルプスのふしぎなランプ   | 美しい十代                       | 1967年                      |                                                                      | 読切                                                              |
| 恋は大いそがし！           | 女学生コースデラックス           | 1969年4月号                 |                                                                      |                                                                   |
| となりのケン               | 書き下ろし                       | 1967年                      | ファニイ・シリーズ マンガ虎の巻、気になる小さな恋人クン              | 単行本は後年、「となりのケン」としてタイトルを変更し再販          |
| クミコの青春ノート         | ジュニア文芸                     | 1970年～1971年              | となりのケン、片思いから出発!!（いずれも秋元書房）                   |                                                                   |
| バラ色のめぐ               | 小説女学生コース                 | 1968年                      | YOUのコイビト（成瀬書房）に掲載                                      | 単行本化の際に大幅加筆されている。                                |
| 一匹ブーチャン             | 中三時代                         | 1970年～1971年              | YOUのコイビト（成瀬書房）に掲載                                      |                                                                   |
| いじわるスカンポ           | ファニー                         | 1969年                      | YOUのコイビト（成瀬書房）に掲載                                      | 単行本化の際に大幅加筆されている。                                |
| ２階のヨースケ             | ジュニア文芸                     | 1971年                      | YOUのコイビト（成瀬書房）に掲載                                      |                                                                   |
| 片恋エレジー               | 女学生の友増刊号                 | 1970年                      | YOUのコイビト（成瀬書房）に掲載                                      | 読切                                                              |
| ＹＯＵのコイビト           | 女学生の友                       | 1971年～1972年              | YOUのコイビト（成瀬書房）に掲載                                      | 読切                                                              |
| ただいま思春期             | 小説女学生コース                 | 1969年                      | 片思いから出発!!（秋元書房）、わたしはみどり（秋元書房）に掲載       | 単行本化の際、連載一回目は収録されていない。                      |
| 涙のブンタッタ             | 女学生の友                       | 1969年～1970年              | 片思いから出発!!（秋元書房）、わたしはみどり（秋元書房）に掲載       |                                                                   |
| 赤いマントの恋人クン       |                                  |                             | 気になる小さな恋人クン（秋元書房）に掲載、わたしはみどり（秋元書房） |                                                                   |
| 結婚しちゃお…か            | 増刊微笑                         | 1972年11月20日号            | 気になる小さな恋人クン（秋元書房）、わたしはみどり（秋元書房）に掲載 |                                                                   |
| みどりの世界               | ミュージックエコー               | 1973年5月号～1974年4月号    | わたしはみどり（秋元書房）                                           |                                                                   |
| ケイコとマッチン           | 女学生の友                       | 1973年3月号～1975年8月号    | ケイコとマッチン（成瀬書房）に掲載                                   | 一部の回は「小学6年生」で「ケイコとマッチ」表記として掲載された。 |
| 初恋のりりあん             | 週刊女性自身                     | 1973年～1975年3月号         | 初恋のりりあん（講談社文庫）に掲載                                   |                                                                   |
| ピンクのふうちゃん         | Jotomo                           | 1976年4月号～1977年12月号   | ピンクのふうちゃん（成瀬書房）に掲載                                 | 一部の回は「小学6年生」で読切として掲載された。                   |
| カッコイイコをネラッチャオ | 小説ジュニア                     | 1966年9月号                 |                                                                      | 読切                                                              |
| まっくろな涙               | 小説ジュニア                     | 1968年1月号                 |                                                                      | 読切                                                              |
| 初恋のヒト                 | 小説ジュニア                     | 1969年9月号                 |                                                                      | 読切                                                              |
| いないないばーちゃん       | 朝日新聞                         | 1979年1月1日号              |                                                                      | 読切                                                              |
| 危険なベンチ               | 増刊ヤングレディ 漫画特集号      | 1979年9月18日号             |                                                                      | 読切                                                              |
| 孤島ロマン劇場             | 月刊ギャグダ                     | 1983年3月号                 |                                                                      |                                                                   |
| 草むらのちいちゃん         | まんがタイムファミリー           |                             | 草むらのちいちゃん（芳文社）                                         |                                                                   |
| ハーイあっこです           | 朝日新聞日曜版                   | 1980年7月6日〜2002年3月31日 | 20集、立風書房／のち朝日新聞社より文庫化                             |                                                                   |
| ツキヨホシヨ物語           | 女性自身増刊 Comic VAL           |                             | ツキヨホシヨ物語（光文社）                                           |                                                                   |
| ネコフンジャッタ！！       | 女性自身増刊 Comic VAL           |                             |                                                                      |                                                                   |
| オーケイちゃん             | 女性自身増刊 Comic VAL           |                             |                                                                      |                                                                   |
| わたがしふうちゃん         | 朝日小学生新聞                   | 1992年4月～1994年3月        | 全6巻、ポプラ社                                                      |                                                                   |
| いのち短しいつでも花よ     | ビッグコミックオリジナル         | 1986年                      |                                                                      |                                                                   |
| おはよう！！ちいちゃん     | 家の光                           | 1993年～1994年              |                                                                      |                                                                   |
| アララさん                 |                                  |                             | 2巻(講談社)                                                          |                                                                   |
| 極楽とーさん               | まんがタイムファミリー           | 1996年                      |                                                                      | 連載開始時に、ペンネーム夕空光で連載                              |
| ラコがいた時代             | まんがホーム                     | 1992年11月号                |                                                                      | 読切                                                              |
| パジャマのサンタクロース   | まんがライフ                     | 1988年12月号                |                                                                      | 読切                                                              |

### 漫画関連本
- 詩画集 チッチとサリー（立風書房）
- チッチ愛の絵本（立風書房）
- 詩画集 続チッチとサリー（立風書房）
- 恋のおしゃべりノート（学研）
- 豪華記念保存版 小さな恋のものがたり（立風書房）
- チッチとサリー 四季（立風書房）
- チッチ恋占い（立風書房）
- 小さな恋のものがたり うちあけ話（立風書房）
- チッチとつくるお菓子のおくりもの（立風書房）
- 初恋の四季（学研）
- チッチのひみつ（学研）
- 片恋のときめき（学研）
- チッチのひとりごと（学研）

### 詩集・画集
- ある日のみみ（fair ladyにて1971年連載）
- ちいさな妹の部屋（fair ladyにて1969年連載）
- ミチルの窓からコンニチワ（6年の学習にて1974年連載）
- 詩画集 ポケットの星（立風書房）
- 花ものがたり（立風書房）
- 愛についてあなたと（立風書房）
- 愛のスケッチブック（立風書房）
- 小さなラブポエジー（成瀬書房）
- 野の花のように（講談社）
- 詩画集 愛のひとりごと（秋元書房）
- こんにちは!!愛（立風書房）
- 花と少女（講談社）
- ちいさな、ちいさな恋物語（大和書房）
- あした元気になあれ（中央法規）
- あなたの名を呼ぶだけで（立風書房）
- 涙のとなりに（立風書房）
- ときめきに呼ばれて（三心堂出版社）
- 恋の迷子になったら（JTBパブリッシング）
- あなたにめぐりあえてほんとうによかった（相田みつをと共著、ダイヤモンド社）
- 野の花あかり 俳句ノートより（深夜叢書社）

### エッセイ
- あなたとミルクティーを（集英社文庫）
- じゃがいもの花が咲いたよ（立風書房）
- ふうちゃん窓をあけて（三笠書房）
- 親道こみち自然道（海田書房／のち角川書店より文庫化）
- ちかこの育児日記（立風書房）
- えんぴつコロリン（小学館／のち角川書店より文庫化）
- たんぽぽ日記（家の光協会／のち角川書店より文庫化）
- ちかこのほっとタイム（いんなぁとりっぷ社）
- 片恋がステキ!（立風書房）
- そのうちいつかは自分流（PHP研究所）
- ひとりぼっちの幸せ（イースト・プレス）
- ちいさなひとり暮らしのものがたり（興陽館）
- こんにちは！ひとり暮らし（興陽館）

### イラスト
- タイガース・ブック「小さなちいさなぼくたちのおはなし」[8]
- 十代の悩みに答えて　（著：山主敏子）
- どっちがどっち（著：大木圭）
- レモンエイジのふたり（著：藤本義一）
- ラジオの時間(とき)（著：こんのひとみ）
- マリコ シリーズ（著：高谷玲子）
  - 静かに自習せよ
  - 涙で顔を洗おう
- メリークリスマス　シリーズ（著：ヒラリー・ナイト）
  - クリスマスイブ物語
  - クリスマスのくつ下物語
  - クリスマスのかぞえ歌
  - クリスマスのABC
- あなたにめぐりあえてほんとうによかった (絆シリーズ特別編) （著：相田みつを）
- かわいい夫（著：山崎ナオコーラ）
- おとこの目からなみだ おんなの目からうろこ(日立市)　[9]

### イラスト・カット絵
- J子の撮影所訪問（美しい十代1962年7月号）[10]
- もっと大人の知識を プラス・アルファ（美しい十代1965年）[10]
- マンガ・コント おしゃべり青春日記（高1コース1964年2月号から同3月まで連載）

### 郵便切手
- ふるさと切手茨城版「七つの子」1990年5月1日発行、62円切手[11]